# L'accident de caça
L'accident de caça és una novel·la gràfica amb guió de David L. Carlson i dibuix de Landis Blair. L'Editorial Finestres la va publicar per primera vegada en català el novembre de 2021, amb traducció de Carlos Mayor. La versió original, amb el títol The Hunting Accident: A True Story of Crime and Poetry, va ser publicada als Estats Units d'Amèrica, el 2017 per First Second. Va rebre el premi al millor còmic del Festival del Còmic d'Angulema del 2021. El Premi Ouest-France-Quai des Bulles 2020 i Millor llibre de l’any per el Publishers Weekly.

## Argument
En morir la seva mare, Charlie Rizzo, se'n va a viure a Chicago amb el seu pare: Matt Rizzo, un escriptor que a causa de la seva ceguesa escriu poemes en braille. Segons li ha explicat al seu fill va perdre la vista en un accident de caça. Quan en Charlie arriba a l'adolescència i comet petits delictes, descobreix que el seu pare va quedar cec per un tret d'escopeta a la cara quan participava en un robatori a ma armada i no en un accident de caça. La pena de presó que li imposen a Matt la compleix al Centre Correccional de Stateville, on comparteix cel·la amb Nathan Leopold Junior un dels assassins més odiats dels Estats Units d'Amèrica. Nathan és un apassionat de la literatura i l'inicia en l'Infern de Dante.